# Gottfried Schmutz
Gottfried Schmutz, detto Godi (Hagenbuch, 26 ottobre 1954), è un ex ciclista su strada svizzero.
Professionista tra il 1977 e il 1987, vinse tre titoli nazionali svizzeri.

## Carriera
Le principali vittorie da professionista furono tre campionati svizzeri (1978, 1980 e 1985), il Nordwest-Schweizer-Rundfahrt e la Visp-Grächen nel 1979, la Attraverso Losanna nel 1980, una tappa al Tour de Suisse nel 1981, il Gran Premio di Lugano nel 1985 e una tappa alla Tirreno-Adriatico nel 1986. Partecipò a sette edizioni del Giro d'Italia (con un piazzamento nei primi dieci nel 1979) e a sette edizioni dei campionati del mondo.

## Palmarès
- 1978

Campionati svizzeri, Prova in linea
- 1979

Nordwest-Schweizer-Rundfahrt
Visp-Grächen
- 1980

Campionati svizzeri, Prova in linea
Kaistenberg Rundfahrt
1ª tappa Attraverso Losanna
2ª tappa Attraverso Losanna
Classifica generale Attraverso Losanna
- 1981

1ª tappa Tour de Suisse (Wohlen > Uster)
- 1982

Vuelta Camp de Morvedre
- 1985

Campionati svizzeri, Prova in linea
Gran Premio di Lugano
- 1986

3ª tappa Tirreno-Adriatico (Gubbio > Porto Recanati)
Gran Premio del Canton Zurigo

### Altri successi
- 1979

Criterium di Buch am Irchel
Criterium di Gippingen
- 1980

Criterium di Andelfingen
Criterium di Seuzach
- 1981

Criterium di Seuzach
- 1985

Criterium di Elgg
Criterium di Neerach

## Piazzamenti

### Grandi Giri
- Giro d'Italia

1979: 9º
1980: 13º
1981: 26º
1982: 14º
1985: 49º
1986: 57º
1987: 93º

### Classiche monumento
- Milano-Sanremo

1978: 113º
1980: 106º
1981: 44º
1982: 44º
1983: 60º
1984: 18º
1985: 107º
1986: 24º
- Giro delle Fiandre

1980: 8º
1981: 26º
1982: 15º
- Liegi-Bastogne-Liegi

1978: 11º
1981: 16º
1983: 17º
- Giro di Lombardia

1978: 22º
1982: 26º
1984: 18º

### Competizioni mondiali
- Mondiali su strada

Nürburgring 1978 - In linea: 23º
Valkenburg 1979 - In linea: 43º
Sallanches 1980 - In linea: 15º
Praga 1981 - In linea: 56º
Barcellona 1984 - In linea: 31º
Giavera del Montello 1985 - In linea: ritirato
Colorado Springs 1986 - In linea: 20º